# 泰安服務區 (山東)
泰安服務區位於中國山東省泰安市，屬山東高速公路。2017年10月翻新後，設膠囊旅館和無店員商店。每天的客流量約1.5萬人，消費人次也達到1500人（數據統計自2017年10月至2018年8月）。2018年8月，山東省台辦策劃「回望齊魯好風光」邀請台灣媒體回鄉考察該服務區。

## 引用文獻
1. 1 2 3  鄭羿菲. . 中評社. 2018-08-23  [2020-12-20]. （原始内容存档于2020-12-20）.